# Pan Gimun
Pan Gimun, vagy gyakran tévesen Ban Ki Mun (hangul: 반기문, handzsa: 潘基文, RR: Ban Ki-moon; Umszong, 1944. június 13. –) az Egyesült Nemzetek Szervezete főtitkára 2007 és 2016 között. Korábban diplomata volt a dél-koreai külügyminisztériumnál és az ENSZ-ben. Diplomáciai pályafutását egy évvel az egyetem elvégzése után kezdte az indiai Újdelhiben. 2004 és 2006 között hazája külügyminisztere volt. 2006 elején bejelentette, hogy jelölteti magát az ENSZ főtitkári posztjára. Kezdetben nem tartották nagyon esélyesnek, de külügyminiszterként beutazhatta az ENSZ Biztonsági Tanácsának tagországait és így támogatókat szerezhetett.
2006. október 16-án az Egyesült Nemzetek Szervezete Közgyűlése őt választotta Kofi Annan távozó főtitkár utódjának. 2007. január 1-jén lépett hivatalba, azóta több reformot vitt véghez. Pan komoly hangsúlyt fektetett a globális felmelegedésre és a szudáni Dárfúr kritikus helyzetének megoldására.

## Élete
1970-ben szerzett diplomát a Szöuli Nemzeti Egyetemen, nemzetközi kapcsolatok szakirányon, majd 1985-ben MPA fokozattal elvégezte a Harvard Egyetem John F. Kennedy Kormányzati Főiskolát. Nős, egy fia és két leánya van; keresztény vallású.

## Pályája
Pan első külföldi kihelyezése az indiai Delhibe szólt. Rövid ideig a koreai külügyminisztérium Egyesült Nemzetek főosztályán dolgozott, majd Dél-Korea ENSZ-hez akkreditált Állandó Megfigyelő Missziójának első titkára volt New Yorkban. Innen hazatérve átvette az ENSZ Főosztály vezetését. Pályája során kétszer töltött be különböző beosztásokat a Koreai Köztársaság washingtoni nagykövetségén, közben az Amerikai Ügyek főigazgatója volt 1990–1992 között. 1995-ben a külpolitikáért és a nemzetközi szervezetekért felelős külügyminiszter-helyettes, egy évvel később a koreai elnök nemzetbiztonság tanácsadója lett, 2000-től miniszterhelyettesi beosztásban, majd Ro Mu Hjun elnök külpolitikai főtanácsadója, 2004 januárjától kezdve a Koreai Köztársaság külügy- és külgazdasági minisztere volt.
Hazája Ausztriába akkreditált nagyköveteként 1999-ben megválasztották az Átfogó Atomcsendegyezmény Szervezete Előkészítő Bizottságának (Preparatory Commission for the Comprehensive Nuclear-Test-Ban Treaty Organization (CTBTO PrepCom)) elnökévé. 2001-ben, amikor Dél-Korea elnöksége alatt ülésezett az ENSZ 56. Közgyűlése, Pan a Közgyűlés elnökének kabinetfőnöke volt.
Az ENSZ Biztonság Tanács 2006. október 13-án bejelentette, hogy Pan Gimunt megválasztották Kofi Annan utódjává az ENSZ főtitkári székében; a tisztséget 2007. január 1-jei kezdettel. 2011. június 21-én – ellenjelölt nélkül – további 5 évre újraválasztották.
Pan igen aktívan részt vett a Korea-közi kapcsolatokban. 1992-ben ő volt az Észak–Déli Közös Nukleáris Ellenőrző Bizottság alelnöke, miután a két hajdani országrész elfogadta a Koreai-félsziget atommentesítéséről szóló közös közleményt. 2005 szeptemberében külügyminiszterként kiemelkedő diplomáciai szerepet játszott az észak-koreai atomkérdés megoldását szolgáló közös közlemény elfogadásában, a Hatpárti Tárgyalások pekingi, negyedik fordulóján.
Mandátuma 2016. december 31-én járt le. Helyébe még októberben António Guterrest választotta meg a világszervezet közgyűlése.